# Grauwangen-Gleithörnchen
Das Grauwangen-Gleithörnchen (Hylopetes sagitta,  Synonym: Hylopetes lepidus) ist ein Gleithörnchen aus der Gattung der Pfeilschwanz-Gleithörnchen (Hylopetes). Die Art kommt auf den zu Indonesien gehörenden Inseln Java und Bangka vor.

## Merkmale
Das Grauwangen-Gleithörnchen erreicht eine Kopf-Rumpf-Länge von etwa 11 bis 13 Zentimetern und eine Schwanzlänge von 9 bis 12 Zentimetern. Das Gewicht beträgt etwa 38 bis 43 Gramm. Im Aussehen ähnelt die Art sehr stark dem Rotwangen-Gleithörnchen (Hylopetes spadiceus) und dem Jentink-Gleithörnchen (Hylopetes platyurus). Die Rückenfärbung des Grauwangen-Gleithörnchens ist weitestgehend grau, bei den beiden anderen Arten eher braun bis rötlich-braun. Die Wangen und die Schwanzbasis sind hell und bei dieser Art rosafarben, farblich etwa in der Mitte zwischen den beiden anderen Arten.
Die wesentlichen Unterschiede der Arten liegen in den Größenverhältnissen der Schädelmaße und der Körpermaße zueinander.
Wie alle Gleithörnchen hat es eine behaarte Gleithaut, die Hand- und Fußgelenke miteinander verbindet und durch eine Hautfalte zwischen den Hinterbeinen und dem Schwanzansatz vergrößert wird. Die Gleithaut ist muskulös und am Rand verstärkt, sie kann entsprechend angespannt und erschlafft werden, um die Richtung des Gleitflugs zu kontrollieren.

## Verbreitung

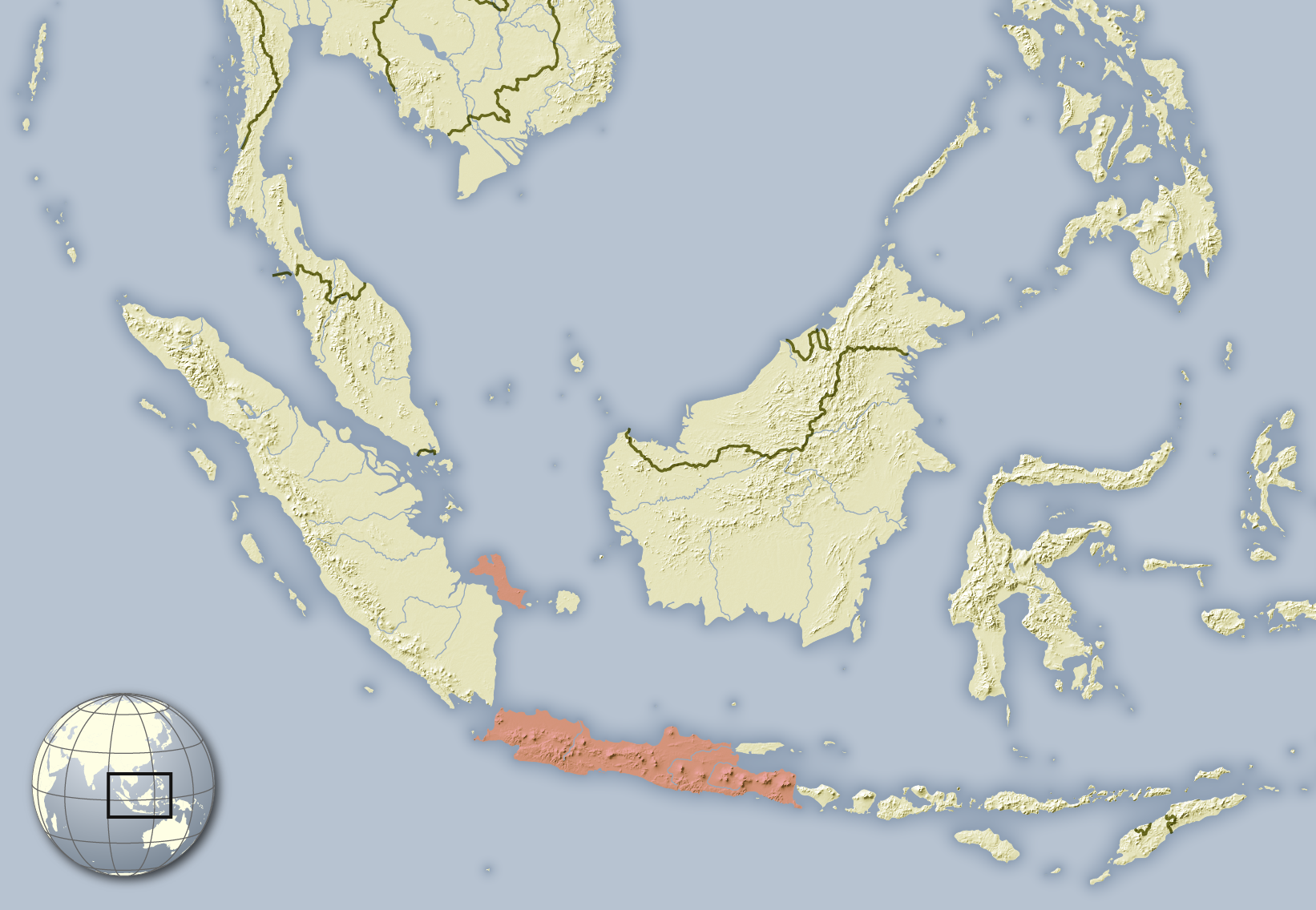
Verbreitungsgebiete des Grauwangen-Gleithörnchens

Das Grauwangen-Gleithörnchen kommt auf den zu Indonesien gehörenden Inseln Java und Bangka vor, die genaue Ausdehnung des Verbreitungsgebietes ist nicht bekannt. Die beiden Insel-Populationen sind dabei voneinander getrennt. Die IUCN gibt zudem das nördliche Borneo als Verbreitungsgebiet an, listet dagegen jedoch die Insel Bangka nicht.

## Lebensweise
Über die Lebensweise des Gleithörnchens liegen nur sehr wenige Daten vor. Der Lebensraum liegt wahrscheinlich wie bei den verwandten Arten im tropischen Primärwald oder in dauerhafteren Sekundärwäldern. Wie andere Arten ist es wahrscheinlich strikt baumlebend und nachtaktiv. Die Fortpflanzung ist wahrscheinlich unregelmäßig, Funde von trächtigen Weibchen sind sowohl aus den Monaten Februar und März, als auch aus den Monaten Juli und August bekannt.

## Systematik
Das Grauwangen-Gleithörnchen wird als eigenständige Art innerhalb der Gattung der Pfeilschwanz-Gleithörnchen (Hylopetes) eingeordnet, die insgesamt neun Arten enthält. Die wissenschaftliche Erstbeschreibung stammt von Carl von Linné aus dem Jahr 1766 als Sciurus sagitta anhand von Individuen von der Insel Java. Es wurde lange Zeit als Hylopetes lepidus (Horsfield, 1822) geführt, wird jedoch heute mit älteren Namen Hylopetes sagitta bezeichnet und Hylopetes lepidus wird als Synonym betrachtet. Ursprünglich wurde das Grauwangen-Gleithörnchen mit dem Jentink-Gleithörnchen (Hylopetes platyurus) zu einer Art zusammengefasst.
Innerhalb der Art werden keine Unterarten unterschieden.

## Bestand, Gefährdung und Schutz
Das Grauwangen-Gleithörnchen wird von der International Union for Conservation of Nature and Natural Resources (IUCN) aufgrund der wenigen verfügbaren Daten nicht in eine Gefährdungskategorie eingeordnet und als „data deficient“ gelistet. Begründet wird dies vor allem mit der noch nicht abschließend geklärten Artzugehörigkeit und Taxonomie sowie dem Fehlen aktueller Aussagen über das Verbreitungsgebiet sowie über potenzielle Gefährdungsursachen und die Bestandszahl der Tiere.

## Belege
1. 1 2 3 4 5 6 7  Richard W. Thorington Jr., John L. Koprowski, Michael A. Steele: Squirrels of the World. Johns Hopkins University Press, Baltimore MD 2012; S. 100. ISBN 978-1-4214-0469-1
2. 1 2 3  Hylopetes lepidus in der Roten Liste gefährdeter Arten der IUCN 2014.1. Eingestellt von: J.W. Duckworth, S. Hedges, 2008. Abgerufen am 3. Juli 2014.
3. 1 2 3 4  Don E. Wilson & DeeAnn M. Reeder (Hrsg.): Hylopetes lepidus in Mammal Species of the World. A Taxonomic and Geographic Reference (3rd ed).
4. ↑  Thomas Horsfield: Zoological researches in Java and the neighbouring islands. Part V, October 1822, Kingsbury, Parbury, and Allen, London 1821–1824 (Erstbeschreibung von Hylopetes lepidus)
5. 1 2  J.L. Koprowski, E.A. Goldstein, K.R. Bennett, C. Pereira Mendes: Hylopetes sagitta. In: Don E. Wilson, T.E. Lacher, Jr., Russell A. Mittermeier (Hrsg.): Handbook of the Mammals of the World: Lagomorphs and Rodents 1. (HMW, Band 6) Lynx Edicions, Barcelona 2016, ISBN 978-84-941892-3-4, S. 763.